# 鏑木ハルカ
鏑木 ハルカ（かぶらぎ はるか）は、日本のライトノベル作家・漫画原作者。

## 経歴・人物
第4回ネット小説大賞にて『ポンコツ魔神 逃亡中!』が受賞作となり、2017年2月17日にぽにきゃんBOOKSより書籍化され商業作家デビューした。また、第6回ネット小説大賞でも『ゲームキャラで異世界転生 〜トップランナーはよろず屋さん〜』が受賞作となり、『ゲームキャラで異世界転生して、大草原ではじめるスローライフ』に改題されて宝島社より発売された。2017年には『英雄の娘として生まれ変わった英雄は再び英雄を目指す』が第2回カクヨムWeb小説コンテスト異世界ファンタジー部門特別賞を受賞し、同作が角川スニーカー文庫より書籍化されシリーズ化している。2023年には『ドラゴンズロアの魔法使い』が第15回GA文庫大賞銀賞を受賞、『ドラゴンズロアの魔法使い〜竜に育てられた女の子〜』に改題されてGA文庫より発売された。

## 作品リスト

### 小説
- ポンコツ魔神 逃亡中!（ぽにきゃんBOOKS、2017年2月）イラスト：柚希きひろ
- 英雄の娘として生まれ変わった英雄は再び英雄を目指す（角川スニーカー文庫、2018年2月 - 2023年11月）シリーズイラスト：晃田ヒカ
- ゲームキャラで異世界転生して、大草原ではじめるスローライフ（宝島社、2019年2月）イラスト：にゅむ
- ドラゴンズロアの魔法使い〜竜に育てられた女の子〜（GA文庫、2023年7月 - ）
- 異世界転生事件録 人見知り令嬢はいかにして事件を解決したか?（角川スニーカー文庫、2023年8月）イラスト：フルーツパンチ
- 魔神殺しの帰還勇者、現代ダンジョンでも無双する（角川スニーカー文庫、2025年1月）イラスト：トモゼロ

### 漫画原作
- 英雄の娘として生まれ変わった英雄は再び英雄を目指す（作画：言寺あまね、ComicWalker連載、MFコミックス）全4巻
- 世界樹の下から始める半竜少女と僕の無双ライフ（作画：J・ターナー、COMICジャルダン連載、ジャルダンコミックス）既刊7巻